# 茜茜·斯图尔特
茜茜·斯图尔特（英語：Cissie Stewart，1911年7月19日—2008年1月8日），英国女子游泳运动员，主攻自由泳。她曾代表英国参加1928年夏季奥林匹克运动会游泳比赛，获得女子4×100米自由泳接力银牌。